# Gertrude Atherton
Gertrude Franklin Horn Atherton, född 30 oktober 1857 i San Francisco, död 14 juni 1948, var en amerikansk författare.
Atherton tillhörde på fädernet en gammal amerikansk familj och härstammade på mödernet från en bror till Benjamin Franklin. Hon fick en god utbildning och vistades långa tider i Europa. I en rad romaner skildrade hon Kalifornien under äldre och nyare tid som The Doomswoman (1892), The Californians (1898, svensk översättning 1900), American wives and English husbands (1898, svensk översättning 1900), The splendid idle forties (1902), Rézanov (1906) och The sisters-in-law (1921). Från europeiskt och amerikanskt liv hämtade hon motiv till Senator North (1900, svensk översättning 1901), Rulers of kings (1904), The gorgeous isle (1908, svensk översättning 1919), The tower of ivory (1910) och The sophisticates (1931). En resa i Grekland gav henne uppslag att skildra antiken, The immortal marriage (1927) handlar om Aspasia, The jealous gods (1928) om Alkibiades, Dido, queen of hearts har även antikt motiv. Bland Athertons övriga arbeten märks The adventures of a novelist (1932), Can women be gentlemen? (1938) och Horn of life (1942).